# ويل هاي
ويل هاي (بالإنجليزية: Will Hay)‏ هو عالم فلك وكاتب سيناريو وكوميدي ارتجالي ومخرج وممثل بريطاني، ولد في 6 ديسمبر 1888 في المملكة المتحدة، وتوفي في 18 أبريل 1949 بلندن في المملكة المتحدة.

## وصلات خارجية
- ويل هاي على موقع IMDb (الإنجليزية)
- ويل هاي على موقع ألو سيني (الفرنسية)
- ويل هاي على موقع ميوزك برينز (الإنجليزية)
- ويل هاي على موقع أول موفي (الإنجليزية)
- ويل هاي على موقع قاعدة بيانات الأفلام السويدية (السويدية)
- ويل هاي على موقع إن إن دي بي (الإنجليزية)
- ويل هاي على موقع ديسكوغز (الإنجليزية)
- ويل هاي على موقع قاعدة بيانات الفيلم (الإنجليزية)
- ويل هاي على موقع كينوبويسك (الروسية)